# Liste der Bahnhöfe in Moskau

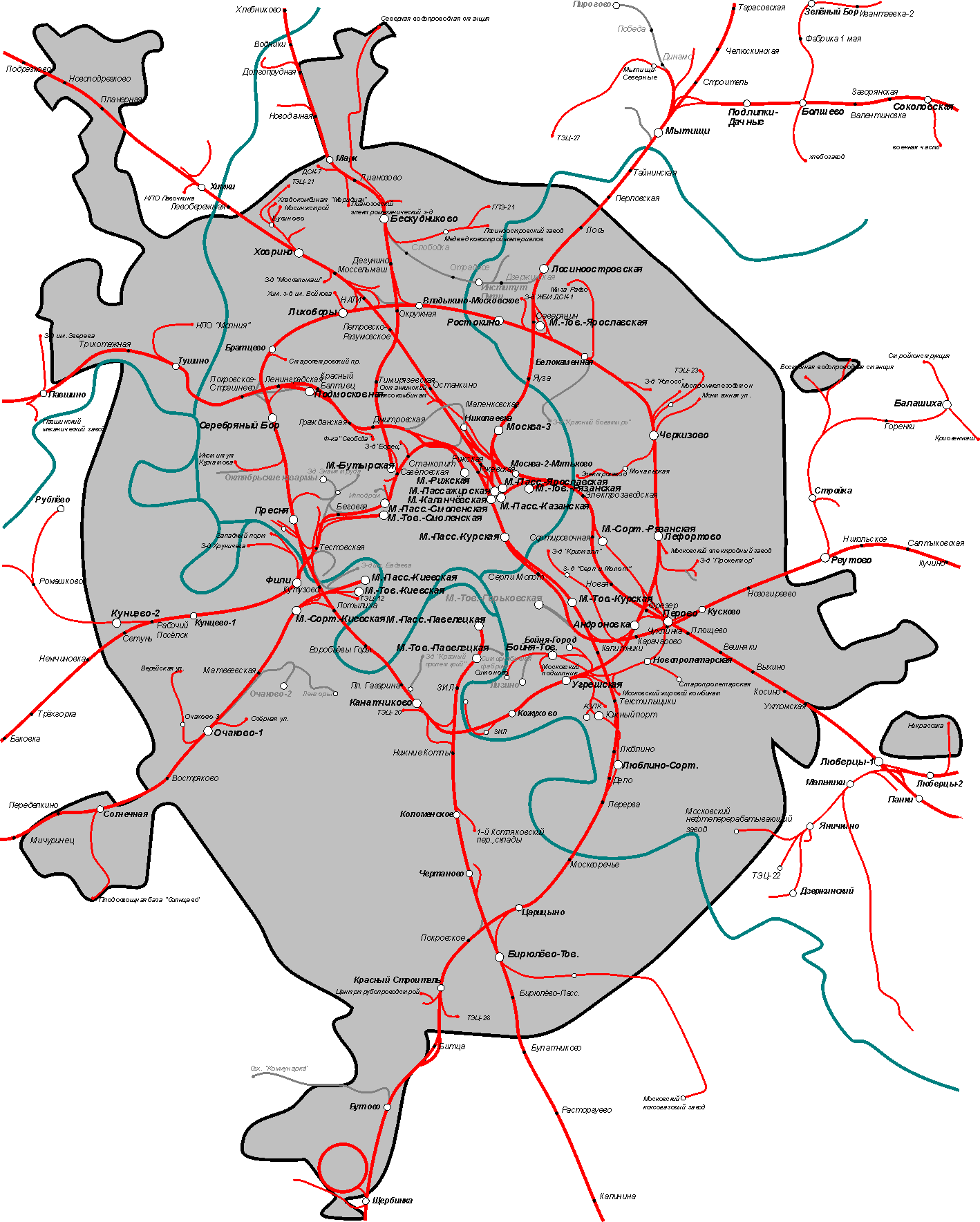
Das Moskauer Eisenbahnnetz

Dies ist eine Liste der Bahnhöfe in Moskau, die aktuell in Betrieb sind. Sie ist räumlich auf das Moskauer Stadtgebiet beschränkt und beinhaltet nur Bahnhöfe sowie Haltepunkte der Eisenbahn; U-Bahnhöfe und Ähnliches sind nicht mit aufgeführt (für U-Bahnhöfe siehe Liste der Stationen der Metro Moskau).
Im Abschnitt „Personenbahnhöfe“ werden sämtliche Fern-, Regionalbahnhöfe und Haltepunkte aufgezählt, die dem Personenverkehr dienen. Bietet ein Bahnhof Umstiegsmöglichkeiten zur Metro, werden diese in der vierten Spalte aufgeführt; weicht der Name der zugehörigen Metrostation vom Namen des Bahnhofs ab, wird er neben der Liniennummer vermerkt. Der Abschnitt „Güterbahnhöfe“ enthält Bahnhöfe, die ausschließlich den Güterverkehr bedienen; die Spalte „Übergang zur Metro“ entfällt dort.
Die Liste ist in Tabellen unterteilt, welche jeweils Bahnhöfe an einer bestimmten Strecke – da alle hier erwähnten Strecken ihren Ursprung in Moskau haben, werden sie meist als Richtungen bezeichnet – aufzählt. Standardmäßig sind die Stationen in jeder Tabelle aufsteigend nach der Entfernung zum Anfangspunkt der Strecke – in den meisten Fällen der jeweilige Kopfbahnhof in Moskau – sortiert. Dabei müssen zwei nebeneinander aufgeführte Bahnhöfe nicht zwingend benachbart sein: Da das Moskauer Stadtgebiet mehrere, zum Teil recht entlegene Exklaven besitzt, die weit außerhalb des äußeren Autobahnrings liegen, können zwischen zwei Moskauer Bahnhöfen ein oder mehrere Bahnhöfe auf dem Gebiet der Oblast Moskau liegen, die aber in dieser Liste nicht aufgeführt sind.
Die Richtungen von Moskau aus sind die folgenden:
- Gorkier Richtung: Bahnstrecke Moskau–Nischni Nowgorod (ehemals Gorki), zugleich eine Teilstrecke der Transsibirischen Eisenbahn
- Jaroslawler Richtung: Bahnstrecke Moskau–Jaroslawl, zugleich eine Teilstrecke der Transsibirischen Eisenbahn; Verbindungsstrecke von Mytischtschi zur Gorkier Richtung bei Frjasewo (außerhalb des Stadtgebiets)
- Kasaner Richtung: Bahnstrecke Moskau–Kasan, zugleich eine Teilstrecke der Transsibirischen Eisenbahn; auf Stadtgebiet und weiter bis Ljuberzy identisch mit der Rjasaner Richtung (Bahnstrecke Moskau–Rjasan, weiter u. a. nach Woronesch, Saratow, Rostow am Don)
- Kiewer Richtung: Bahnstrecke Moskau–Kiew
- Kursker Richtung: Bahnstrecke Moskau–Kursk–Belgorod (Moskau–Kursk-Eisenbahn)
- Sankt Petersburger Richtung: Bahnstrecke Moskau–Sankt Petersburg (Nikolaibahn)
- Pawelezer Richtung: Bahnstrecke Moskau–Kaschira–Lipezk–Saratow
- Rigaer Richtung: Bahnstrecke Moskau–Riga
- Sawjolowoer Richtung: Bahnstrecke Moskau–Kimry
- Smolensker Richtung: Bahnstrecke Moskau–Smolensk–Minsk (weiter u. a. über Warschau und Berlin)

## Personenbahnhöfe

### Gorkier Richtung
| Bild | Name transkribiert / Name original | Eröffnungs- jahr | Übergang zur Metro              | Anmerkungen | Karte                             |
| ---- | ---------------------------------- | ---------------- | ------------------------------- | ----------- | --------------------------------- |
|      | Moskwa-Kurskaja Москва́-Ку́рская     | 1896             | Kurskaja Tschkalowskaja         | Fernbahnhof | 55° 45′ 28,7″ N, 037° 39′ 43,5″ O |
|      | Serp i Molot Серп и Мо́лот          | 1936             | Ploschtschad Iljitscha Rimskaja | –           | 55° 44′ 53,7″ N, 037° 40′ 56,0″ O |
|      | Karatscharowo Карача́рово           | 1932             | –                               | –           | 55° 43′ 57,4″ N, 037° 44′ 18,1″ O |
|      | Tschuchlinka Чу́хлинка              | 1897             | –                               | –           | 55° 44′ 02,0″ N, 037° 45′ 54,9″ O |
|      | Kuskowo Куско́во                    | 1861             | –                               | –           | 55° 44′ 22,9″ N, 037° 47′ 43,5″ O |
|      | Nowogirejewo Новогире́ево           | 1908             | –                               | –           | 55° 44′ 39,5″ N, 037° 49′ 07,2″ O |

### Jaroslawler Richtung
| Bild | Name transkribiert / Name original      | Eröffnungs- jahr | Übergang zur Metro | Anmerkungen              | Karte                             |
| ---- | --------------------------------------- | ---------------- | ------------------ | ------------------------ | --------------------------------- |
|      | Moskwa-Jaroslawskaja Москва́-Яросла́вская | 1862             | Komsomolskaja      | Fernbahnhof; Kopfbahnhof | 55° 46′ 43,1″ N, 037° 39′ 21,9″ O |
|      | Moskwa-3 Москва́-3                       | 1929             | –                  | –                        | 55° 48′ 06,3″ N, 037° 39′ 04,5″ O |
|      | Malenkowskaja Маленко́вская              | 1934             | –                  | –                        | 55° 48′ 51,4″ N, 037° 39′ 46,7″ O |
|      | Jausa Я́уза                              | 1915             | –                  | –                        | 55° 49′ 43,6″ N, 037° 40′ 17,0″ O |
|      | Sewerjanin Северя́нин                    |                  | –                  | –                        | 55° 50′ 38,4″ N, 037° 40′ 15,5″ O |
|      | Lossinoostrowskaja Лосиноостро́вская     | 1902             | –                  | –                        | 55° 51′ 46,1″ N, 037° 40′ 58,7″ O |
|      | Los Лось                                | 1929             | –                  | –                        | 55° 52′ 48,7″ N, 037° 42′ 39,1″ O |

### Kasaner Richtung
| Bild | Name transkribiert / Name original | Eröffnungs- jahr | Übergang zur Metro | Anmerkungen                                                     | Karte                             |
| ---- | ---------------------------------- | ---------------- | ------------------ | --------------------------------------------------------------- | --------------------------------- |
|      | Moskwa-Kasanskaja Москва́-Каза́нская | 1862             | Komsomolskaja      | Fernbahnhof; Kopfbahnhof                                        | 55° 46′ 25,4″ N, 037° 39′ 29,0″ O |
|      | Elektrosawodskaja Электрозаво́дская | 1949             | Elektrosawodskaja  | –                                                               | 55° 46′ 51,8″ N, 037° 42′ 19,2″ O |
|      | Sortirowotschnaja Сортиро́вочная    |                  | –                  | –                                                               | 55° 45′ 50,2″ N, 037° 43′ 14,8″ O |
|      | Nowaja Но́вая                       | 1942             | Awiamotornaja      | –                                                               | 55° 45′ 01,2″ N, 037° 43′ 18,8″ O |
|      | Freser Фре́зер                      | 1932             | –                  | –                                                               | 55° 44′ 40,4″ N, 037° 44′ 26,2″ O |
|      | Perowo Перо́во                      | 1862             | –                  | –                                                               | 55° 44′ 09,0″ N, 037° 45′ 51,7″ O |
|      | Pljuschtschewo Плю́щево             | 1894             | –                  | Name bis 1930: Scheremetjewskaja                                | 55° 43′ 51,5″ N, 037° 46′ 27,3″ O |
|      | Weschnjaki Вешняки́                 | 1879             | –                  | –                                                               | 55° 43′ 19,7″ N, 037° 47′ 56,7″ O |
|      | Wychino Вы́хино                     | 1966             |                    | Name bis 1989: Schdanowskaja                                    | 55° 42′ 58,0″ N, 037° 49′ 01,6″ O |
|      | Kossino Косино́                     | 1894             | –                  | –                                                               | 55° 42′ 21,4″ N, 037° 50′ 50,4″ O |
|      | Uchtomskaja Ухто́мская              | 1898             | –                  | Name bis 1918: Podossinki; liegt an der Stadtgrenze zu Ljuberzy | 55° 41′ 54,9″ N, 037° 51′ 51,2″ O |

### Kiewer Richtung
| Bild | Name transkribiert / Name original                               | Eröffnungs- jahr | Übergang zur Metro | Anmerkungen                                              | Karte                             |
| ---- | ---------------------------------------------------------------- | ---------------- | ------------------ | -------------------------------------------------------- | --------------------------------- |
|      | Moskwa-Kiewskaja Москва́-Ки́евская                                 | 1914             | Kiewskaja          | Fernbahnhof; Kopfbahnhof                                 | 55° 44′ 34,0″ N, 037° 33′ 56,2″ O |
|      | Moskwa-Sortirowotschnaja-Kiewskaja Москва́-Сортиро́вочная-Ки́евская | 1929             | –                  | –                                                        | 55° 43′ 41,8″ N, 037° 30′ 43,0″ O |
|      | Matwejewskaja Матве́евская                                        | 1946             | –                  | –                                                        | 55° 42′ 16,6″ N, 037° 28′ 54,6″ O |
|      | Otschakowo Оча́ково                                               | 1899             | –                  | –                                                        | 55° 41′ 00,4″ N, 037° 27′ 03,6″ O |
|      | Skolkowo Ско́лково                                                | 1899             | –                  | Name bis 2010: Wostrjakowo                               | 55° 40′ 00,5″ N, 037° 25′ 28,6″ O |
|      | Solnetschnaja Со́лнечная                                          | 1899             | –                  | Name bis 1965: Sukowo                                    | 55° 39′ 25,8″ N, 037° 23′ 04,1″ O |
|      | Peredelkino Переде́лкино                                          | 1899             | –                  | –                                                        | 55° 39′ 22,5″ N, 037° 21′ 19,3″ O |
|      | Aeroport Wnukowo Аэропо́рт Вну́ково                                | 2005             | –                  | Unterirdischer Kopfbahnhof; Abzweig von der Hauptstrecke | 55° 36′ 21,9″ N, 037° 17′ 19,6″ O |
|      | Tolstopalzewo Толстопа́льцево                                     |                  | –                  | –                                                        | 55° 36′ 27,0″ N, 037° 11′ 10,1″ O |

### Kursker Richtung
| Bild | Name transkribiert / Name original                | Eröffnungs- jahr | Übergang zur Metro      | Anmerkungen | Karte                             |
| ---- | ------------------------------------------------- | ---------------- | ----------------------- | ----------- | --------------------------------- |
|      | Moskwa-Kurskaja Москва́-Ку́рская                    | 1896             | Kurskaja Tschkalowskaja | Fernbahnhof | 55° 45′ 28,7″ N, 037° 39′ 43,5″ O |
|      | Moskwa-Towarnaja-Kurskaja Москва́-Това́рная-Ку́рская |                  | –                       | –           | 55° 44′ 41,5″ N, 037° 41′ 25,2″ O |
|      | Kalitniki Калитники́                               |                  | –                       | –           | 55° 44′ 01,1″ N, 037° 42′ 09,5″ O |
|      | Tekstilschtschiki Тексти́льщики                    | 1894             |                         | –           | 55° 42′ 26,0″ N, 037° 43′ 46,3″ O |
|      | Ljublino Люблино́                                  |                  | –                       | –           | 55° 41′ 07,0″ N, 037° 44′ 03,3″ O |
|      | Depo Депо́                                         |                  | –                       | –           | 55° 40′ 27,2″ N, 037° 43′ 42,3″ O |
|      | Pererwa Пере́рва                                   |                  | –                       | –           | 55° 39′ 38,9″ N, 037° 42′ 58,6″ O |
|      | Moskworetschje Москворе́чье                        | 1925             | –                       | –           | 55° 38′ 28,5″ N, 037° 41′ 23,2″ O |
|      | Zarizyno Цари́цыно                                 | 1900             |                         | –           | 55° 37′ 05,9″ N, 037° 40′ 07,8″ O |
|      | Pokrowskaja Покро́вская                            |                  | –                       | –           | 55° 36′ 10,2″ N, 037° 37′ 54,8″ O |
|      | Krasny Stroitel Кра́сный Строи́тель                 |                  | –                       | –           | 55° 35′ 25,4″ N, 037° 36′ 54,8″ O |
|      | Butowo Бу́тово                                     |                  | –                       | –           | 55° 32′ 29,1″ N, 037° 34′ 14,3″ O |

### Sankt Petersburger Richtung
| Bild | Name transkribiert / Name original           | Eröffnungs- jahr | Übergang zur Metro     | Anmerkungen              | Karte                             |
| ---- | -------------------------------------------- | ---------------- | ---------------------- | ------------------------ | --------------------------------- |
|      | Moskwa-Passaschirskaja Москва́-Пассажи́рская   | 1851             | Komsomolskaja          | Fernbahnhof; Kopfbahnhof | 55° 46′ 43,0″ N, 037° 39′ 13,2″ O |
|      | Rischskaja Ри́жская                           | 1958             |                        | –                        | 55° 47′ 43,0″ N, 037° 38′ 14,5″ O |
|      | Ostankino Остан́кино                          | 1915             | –                      | –                        | 55° 49′ 02,5″ N, 037° 36′ 11,7″ O |
|      | Petrowsko-Rasumowskoje Петро́вско-Разумо́вское | 1874             | Petrowsko-Rasumowskaja | –                        | 55° 50′ 22,8″ N, 037° 34′ 07,1″ O |
|      | NATI НАТИ́                                    | 1946             | –                      | –                        | 55° 51′ 01,8″ N, 037° 33′ 06,2″ O |
|      | Mosselmasch Моссельма́ш                       | 1964             | –                      | –                        | 55° 51′ 41,7″ N, 037° 31′ 42,5″ O |
|      | Chowrino Хо́врино                             | 1893             | –                      | –                        | 55° 52′ 10,3″ N, 037° 30′ 35,9″ O |
|      | Planernaja Пла́нерная                         | 1932             | –                      | –                        | 55° 55′ 27,5″ N, 037° 22′ 51,1″ O |
|      | Nowopodreskowo Новоподре́зково                | 1958             | –                      | –                        | 55° 56′ 11,5″ N, 037° 21′ 07,8″ O |
|      | Malino Ма́лино                                | 1964             | –                      | –                        | 55° 58′ 08,7″ N, 037° 12′ 42,0″ O |
|      | Krjukowo Крю́ково                             |                  | –                      | –                        | 55° 58′ 49,0″ N, 037° 10′ 25,1″ O |
|      | Alabuschewo Ала́бушево                        | 1932             | –                      | –                        | 56° 00′ 33,6″ N, 037° 08′ 21,2″ O |

### Pawelezer Richtung
| Bild | Name transkribiert / Name original                      | Eröffnungs- jahr | Übergang zur Metro | Anmerkungen                     | Karte                             |
| ---- | ------------------------------------------------------- | ---------------- | ------------------ | ------------------------------- | --------------------------------- |
|      | Moskwa-Pawelezkaja Москва́-Павеле́цкая                    | 1900             | Pawelezkaja        | Fernbahnhof; Kopfbahnhof        | 55° 43′ 42,7″ N, 037° 38′ 25,5″ O |
|      | Moskwa-Towarnaja-Pawelezkaja Москва́-Това́рная-Павеле́цкая | 1900             | –                  | –                               | 55° 43′ 07,8″ N, 037° 38′ 32,7″ O |
|      | SIL ЗИЛ                                                 |                  | –                  | Früherer Name: Retschnoi Woksal | 55° 42′ 15,9″ N, 037° 37′ 25,2″ O |
|      | Nischnije Kotly Ни́жние Котлы́                            | 1958             | Nagatinskaja       | –                               | 55° 40′ 55,1″ N, 037° 37′ 16,0″ O |
|      | Kolomenskoje Коло́менское                                |                  | Warschawskaja      | –                               | 55° 39′ 17,2″ N, 037° 37′ 19,8″ O |
|      | Tschertanowo Черта́ново                                  |                  | –                  | –                               | 55° 37′ 51,3″ N, 037° 37′ 38,5″ O |
|      | Birjuljowo-Towarnaja Бирюлёво-Това́рная                  | 1900             | –                  | –                               | 55° 35′ 34,1″ N, 037° 39′ 14,1″ O |
|      | Birjuljowo-Passaschirskaja Бирюлёво-Пассажи́рская        |                  | –                  | –                               | 55° 34′ 59,3″ N, 037° 39′ 34,4″ O |

### Rigaer Richtung
| Bild | Name transkribiert / Name original           | Eröffnungs- jahr | Übergang zur Metro | Anmerkungen              | Karte                             |
| ---- | -------------------------------------------- | ---------------- | ------------------ | ------------------------ | --------------------------------- |
|      | Moskwa-Rischskaja Москва́-Ри́жская             | 1897             | Rischskaja         | Fernbahnhof; Kopfbahnhof | 55° 47′ 35,6″ N, 037° 37′ 55,7″ O |
|      | Dmitrowskaja Дми́тровская                     | 1964             |                    | –                        | 55° 48′ 28,4″ N, 037° 34′ 41,6″ O |
|      | Graschdanskaja Гражда́нская                   | 1901             | –                  | Früherer Name: Sykowo    | 55° 48′ 19,9″ N, 037° 33′ 11,3″ O |
|      | Krasny Baltijez Кра́сный Балти́ец              | 1960             | –                  | –                        | 55° 48′ 55,7″ N, 037° 31′ 33,5″ O |
|      | Leningradskaja Ленингра́дская                 | 1964             | Woikowskaja        | –                        | 55° 48′ 53,8″ N, 037° 29′ 53,0″ O |
|      | Pokrowskoje-Streschnewo Покро́вское-Стре́шнево | 1901             | –                  | –                        | 55° 48′ 51,3″ N, 037° 28′ 36,4″ O |
|      | Tuschino Ту́шино                              | 1901             | Tuschinskaja       | –                        | 55° 49′ 37,6″ N, 037° 26′ 28,1″ O |
|      | Trikotaschnaja Трикота́жная                   | 1932             | –                  | –                        | 55° 49′ 59,2″ N, 037° 23′ 56,4″ O |

### Sawjolowoer Richtung
| Bild | Name transkribiert / Name original | Eröffnungs- jahr | Übergang zur Metro | Anmerkungen                               | Karte                             |
| ---- | ---------------------------------- | ---------------- | ------------------ | ----------------------------------------- | --------------------------------- |
|      | Moskwa-Butyrskaja Москва́-Буты́рская | 1902             | Sawjolowskaja      | Kopfbahnhof                               | 55° 47′ 46,0″ N, 037° 35′ 18,8″ O |
|      | Timirjasewskaja Тимиря́зевская      |                  |                    | Übergang zur Monorail Moskau              | 55° 49′ 09,0″ N, 037° 34′ 33,8″ O |
|      | Okruschnaja Окружна́я               | 1911             | –                  | –                                         | 55° 50′ 48,1″ N, 037° 34′ 27,7″ O |
|      | Degunino Дегу́нино                  | 1973             | –                  | –                                         | 55° 51′ 57,1″ N, 037° 34′ 23,7″ O |
|      | Beskudnikowo Беску́дниково          | 1901             | –                  | –                                         | 55° 52′ 57,8″ N, 037° 34′ 03,9″ O |
|      | Lianosowo Лиано́зово                | 1913             | –                  | –                                         | 55° 53′ 50,4″ N, 037° 33′ 11,6″ O |
|      | Mark Марк                          | 1901             | –                  | –                                         | 55° 54′ 20,3″ N, 037° 32′ 14,6″ O |
|      | Nowodatschnaja Новода́чная          | 1964             | –                  | Liegt an der Stadtgrenze zu Dolgoprudny   | 55° 55′ 25,0″ N, 037° 31′ 42,7″ O |
|      | Dolgoprudnaja Долгопру́дная         | 1914             | –                  | Liegt an der Stadtgrenze zu Dolgoprudny   | 55° 56′ 19,1″ N, 037° 31′ 14,0″ O |
|      | Scheremetjewo Шереме́тьево          | 2008             | –                  | Kopfbahnhof; Abzweig von der Hauptstrecke | 55° 57′ 44,6″ N, 037° 24′ 22,6″ O |

### Smolensker Richtung
| Bild | Name transkribiert / Name original   | Eröffnungs- jahr | Übergang zur Metro | Anmerkungen | Karte                             |
| ---- | ------------------------------------ | ---------------- | ------------------ | ----------- | --------------------------------- |
|      | Moskwa-Smolenskaja Москва́-Смоле́нская | 1870             | Belorusskaja       | Fernbahnhof | 55° 46′ 36,9″ N, 037° 34′ 48,4″ O |
|      | Begowaja Бегова́я                     | 1964             |                    | –           | 55° 46′ 22,4″ N, 037° 33′ 42,2″ O |
|      | Testowskaja Те́стовская               | 1964             | –                  | –           | 55° 45′ 15,4″ N, 037° 31′ 53,9″ O |
|      | Fili Фили́                            | 1902             |                    | –           | 55° 44′ 39,6″ N, 037° 30′ 53,1″ O |
|      | Kunzewo Ку́нцево                      | 1874             | –                  | –           | 55° 43′ 36,9″ N, 037° 26′ 58,3″ O |
|      | Rabotschi Possjolok Рабо́чий Посёлок  |                  | –                  | –           | 55° 43′ 37,0″ N, 037° 24′ 56,3″ O |
|      | Setun Се́тунь                         | 1932             | –                  | –           | 55° 43′ 25,4″ N, 037° 23′ 50,2″ O |

### Verbindungsstrecke Belarussischer–Kursker Bahnhof
| Bild | Name transkribiert / Name original | Eröffnungs- jahr | Übergang zur Metro | Anmerkungen | Karte                             |
| ---- | ---------------------------------- | ---------------- | ------------------ | ----------- | --------------------------------- |
|      | Sawjolowskaja Савёловская          | 1964             |                    | –           | 55° 47′ 40,3″ N, 037° 35′ 24,7″ O |
|      | Stankolit Станколи́т                |                  | –                  | –           | 55° 47′ 58,0″ N, 037° 35′ 55,3″ O |
|      | Rschewskaja Рже́вская               | 1964             | Rischskaja         | –           | 55° 47′ 37,2″ N, 037° 38′ 19,8″ O |
|      | Kalantschowskaja Каланчёвская      | 1865             | Komsomolskaja      | –           | 55° 46′ 36,2″ N, 037° 39′ 04,4″ O |

## Güterbahnhöfe

### Kleiner Eisenbahnring
| Bild | Name transkribiert / Name original | Eröffnungs- jahr | Anmerkungen | Karte                             |
| ---- | ---------------------------------- | ---------------- | ----------- | --------------------------------- |
|      | Wladykino Влады́кино                | 1908             | –           | 55° 50′ 50,9″ N, 037° 35′ 32,3″ O |
|      | Rostokino Росто́кино                | 1908             | –           | 55° 50′ 35,3″ N, 037° 39′ 19,1″ O |
|      | Belokamennaja Белока́менная         | 1908             | –           | 55° 49′ 46,3″ N, 037° 42′ 06,2″ O |
|      | Tscherkisowo Черки́зово             | 1908             | –           | 55° 48′ 14,5″ N, 037° 44′ 48,1″ O |
|      | Lefortowo Лефо́ртово                | 1908             | –           | 55° 45′ 44,2″ N, 037° 44′ 46,6″ O |
|      | Andronowka Андро́новка              | 1908             | –           | 55° 44′ 30,5″ N, 037° 44′ 00,2″ O |
|      | Ugreschskaja У́грешская             | 1908             | –           | 55° 42′ 55,8″ N, 037° 41′ 15,0″ O |
|      | Koschuchowo Кожу́хово               | 1908             | –           | 55° 41′ 58,3″ N, 037° 39′ 01,8″ O |
|      | Kanattschikowo Кана́тчиково         | 1908             | –           | 55° 42′ 06,1″ N, 037° 35′ 27,3″ O |
|      | Kutusowo Куту́зово                  | 1908             | –           | 55° 44′ 23,8″ N, 037° 32′ 02,4″ O |
|      | Presnja-Towarnaja Пре́сня-Това́рная  | 1908             | –           | 55° 45′ 59,7″ N, 037° 30′ 59,3″ O |
|      | Serebrjany Bor Сере́бряный Бор      | 1908             | –           | 55° 48′ 30,2″ N, 037° 29′ 26,8″ O |
|      | Bratzewo Бра́тцево                  | 1908             | –           | 55° 49′ 41,4″ N, 037° 30′ 05,5″ O |
|      | Lichobory Лихобо́ры                 | 1908             | –           | 55° 50′ 34,0″ N, 037° 31′ 50,7″ O |

### Sonstige Strecken
| Bild | Name transkribiert / Name original                                  | Eröffnungs- jahr | Anmerkungen | Karte                             |
| ---- | ------------------------------------------------------------------- | ---------------- | ----------- | --------------------------------- |
|      | Moskwa-Towarnaja-Jaroslawskaja Москва́-Това́рная-Яросла́вская          |                  | –           | 55° 50′ 31,2″ N, 037° 40′ 25,4″ O |
|      | Nikolajewka Никола́евка                                              |                  | –           |                                   |
|      | Moskwa-2-Mitkowo Москва́-2-Митько́во                                  |                  | –           | 55° 47′ 16,1″ N, 037° 39′ 57,6″ O |
|      | Moskwa-Sortirowotschnaja-Rjasanskaja Москва́-Сортиро́вочная-Ряза́нская |                  | –           | 55° 45′ 47,1″ N, 037° 43′ 28,9″ O |
|      | Nowoproletarskaja Новопролета́рская                                  |                  | –           | 55° 43′ 28,9″ N, 037° 44′ 00,3″ O |
|      | Boinja Бо́йня                                                        | 1893             | –           | 55° 43′ 33,1″ N, 037° 41′ 36,2″ O |
|      | Moskwa-Juschny Port Москва́-Ю́жный порт                               |                  | –           | 55° 42′ 18,4″ N, 037° 42′ 50,3″ O |
|      | Moskwa-Towarnaja-Kiewskaja Москва́-Това́рная-Ки́евская                 |                  | –           | 55° 44′ 20,1″ N, 037° 33′ 39,1″ O |
|      | Moskwa-Towarnaja-Smolenskaja Москва́-Това́рная-Смоле́нская             |                  | –           | 55° 46′ 30,0″ N, 037° 34′ 44,8″ O |
|      | Podmoskownaja Подмоско́вная                                          |                  | –           | 55° 48′ 52,3″ N, 037° 31′ 12,0″ O |
|      | Rubljowo Рублёво                                                    |                  | –           | 55° 46′ 28,5″ N, 037° 20′ 30,6″ O |